# La florista de la reina
La florista de la reina és una pel·lícula de drama històric espanyola del 1940 dirigida per Eusebio Fernández Ardavín i protagonitzada per Ana Mariscal, María Guerrero i Alfredo Mayo. La pel·lícula està ambientada a Madrid a finals del segle xix en una adaptació de l'obra de teatre homònima escrita pel seu germà Luis Fernández Ardavín.

## Sinopsi
Juan Manuel és un poeta de províncies que es trasllada a Madrid per triomfar. Durant el viatge en tren coneix un crític teatral, qui li promet presentar-li els intel·lectuals que van al Café de Platerías, com Mariano de Cavia o Federico Chueca. Tanmateix, és malalt de tisis i és curat per Flor, una florista que és pretesa per l'empresari teatral Paco. Un cop curat, Juan Manuel i Flor es casen. Juan Manuel escriu el drama "Abnegación, la florista y el poeta" i aconsegueix triomfar, però aleshores la capritxosa actriu protagonista del seu drama, Elena Cortés, s'encapritxa d'ell.

## Repartiment
- María Guerrero López - Flor
- Ana Mariscal - Elena Cortés
- Alfredo Mayo - Juan Manuel
- Jesús Tordesillas - Paco
- Juan Barajas
- Carmen López Lagar
- Manolita Morán
- Pedro Oltra

## Crítiques
Tot i que la pel·lícula va assolir un gran èxit comercial en el seu moment, gaudeix d'un to carrincló i melodramàtic que actualment es considera avorrit.

## Premis
Va rebre el premi al millor director als Premis del Sindicat Nacional de l'Espectacle de 1941.